# Collégiale des saints-Pierre-et-Paul d'Orvieto
Collégiale des saints-Pierre-et-Paul (en italien, Collegiata dei santi Pietro e Paolo) est un édifice religieux situé à Monteleone d'Orvieto, dans la province de Terni, en Italie. L'édifice abrite la fresque La Vierge à l'Enfant entre les saints Pierre et Paul ou de son atelier, peint vers 1515 par Le Pérugin, peintre ombrien de la Renaissance.

## Histoire
La première église était située dans l'enceinte du château de Monteleone, aurait été construite à la même époque que le château (1053) ou peu de temps après.
Dans le « Rationes Decimarum » de 1295, l'« église paroissiale de Monteleone » y est mentionnée avec l'indication des dîmes versées.
Une carte topographique de 1500 permet de déduire son emplacement actuel.
À l'origine, la collégiale comportait une nef unique sur laquelle s'ouvraient quatre chapelles, un chœur était placé derrière le maître-autel. La structure actuelle est le fruit des changements successifs. Entre 1815 et 1821, la façade et le clocher ont été construits en briques fabriquées localement.
Le clocher comporte quatre cloches dont  le « Campanone », la plus grande, située côté nord.

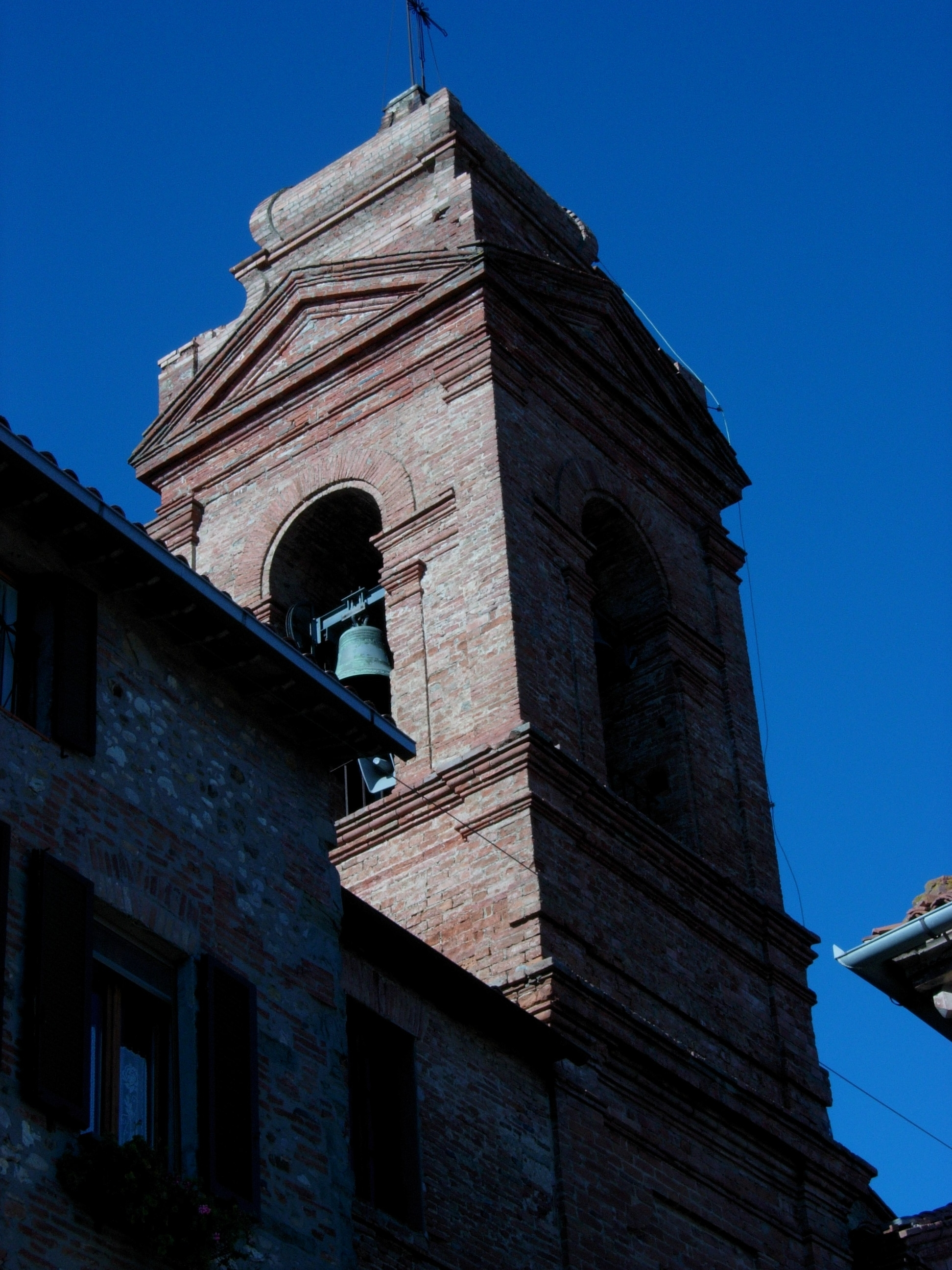
Le clocher

## Intérieur
Les chapelles latérales ont été supprimées et l'église compte désormais trois nefs.
À la place de l'ancien chœur se trouve l'abside sous laquelle fut construite la crypte dans laquelle repose le corps de saint Théodore Martyr.
Dans les années 1950 l'église prend son aspect actuel. Elle est surélevée, percée de grandes fenêtres. La réalisation du sol date des années 1980.
L'église conserve au-dessus du  maître-autel le panneau La Vierge à l'Enfant entre les saints Pierre et Paul, peint vers 1515 par Le Pérugin (ou de son atelier), peintre ombrien de la Renaissance.  Le panneau représente la Vierge à l'Enfant, avec les apôtres Pierre et Paul sur les côtés, reconnaissables à leurs attributs : les clés, l'épée et le livre. 

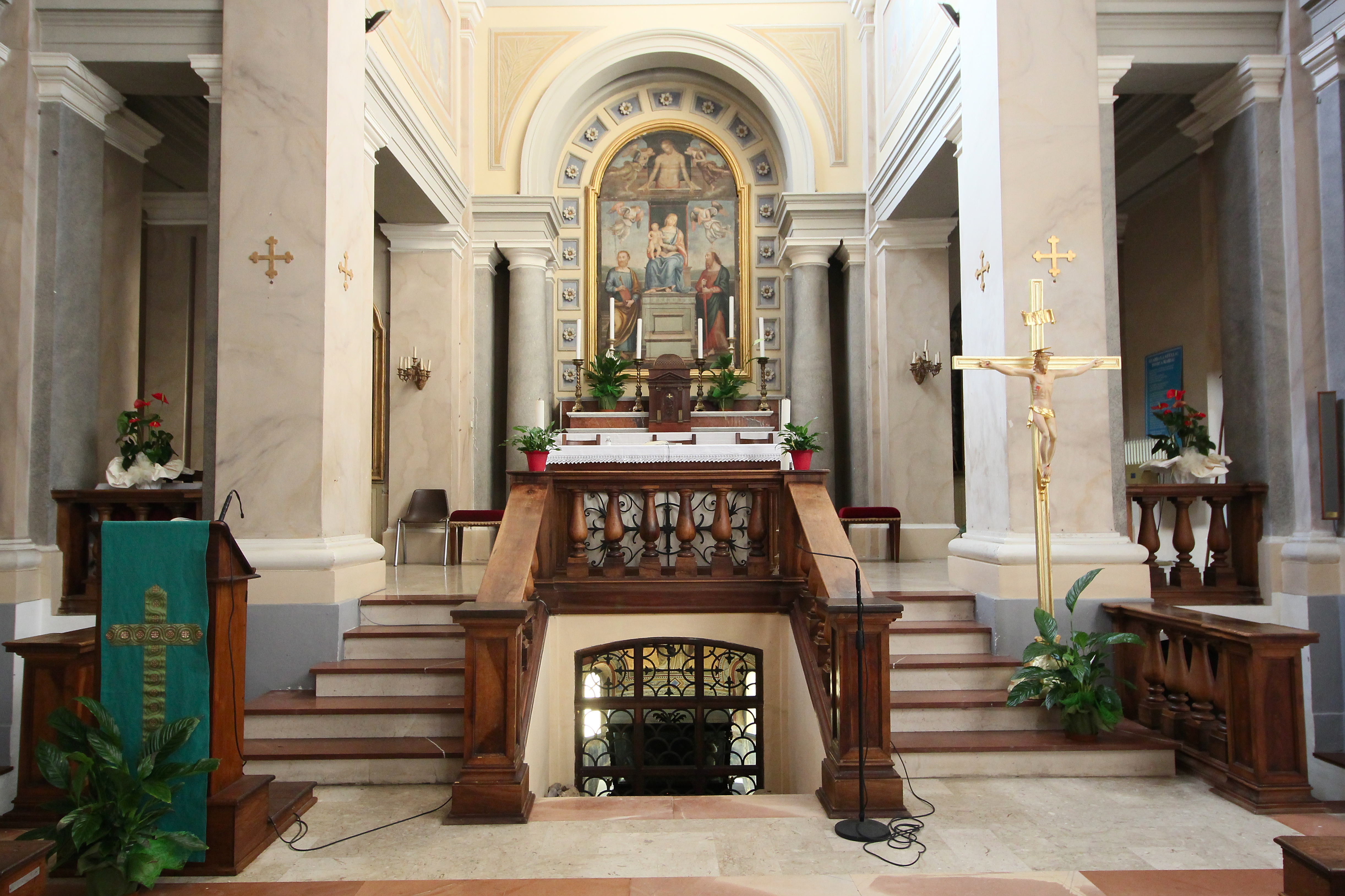
Le maître-autel surmonté de La Vierge à l'Enfant entre les saints Pierre et Paul (v. 1515) par Le Pérugin ou de son atelier.

Dans la lunette, Jésus ressuscitant du Sépulcre, entouré d'anges. 
L'autel dédié à l'Annonciation à Marie se trouve à gauche du maître-autel, à droite  la chapelle du Sacré-Cœur, construite par la Communauté pour célébrer la fin de la Seconde Guerre mondiale.